# 希頓鎮區 (北卡羅萊納州埃弗里縣)
希頓鎮區（英語：Heaton Township）是位於美國北卡羅萊納州埃弗里縣的一個鎮區。

## 地方資料
希頓鎮區的面積為14.24平方千米，皆為陸地。根據2020年美國人口普查的數據，當地共有人口386人，而人口密度為每平方千米27.11人。